# Alcalde (Nou Mèxic)
Alcalde és una concentració de població designada pel cens dels Estats Units a l'estat de Nou Mèxic. Segons el cens del 2000 tenia 377 habitants.

## Demografia
Segons el cens del 2000, Alcalde tenia 377 habitants, 121 habitatges, i 99 famílies. La densitat de població era de 285,4 habitants per km².
Dels 121 habitatges en un 46,3% hi vivien nens de menys de 18 anys, en un 52,1% hi vivien parelles casades, en un 19,8% dones solteres, i en un 17,4% no eren unitats familiars. En el 16,5% dels habitatges hi vivien persones soles el 7,4% de les quals corresponia a persones de 65 anys o més que vivien soles. El nombre mitjà de persones vivint en cada habitatge era de 3,12 i el nombre mitjà de persones que vivien en cada família era de 3,39.
Per edats la població es repartia de la següent manera: un 32,9% tenia menys de 18 anys, un 7,2% entre 18 i 24, un 32,1% entre 25 i 44, un 15,4% de 45 a 60 i un 12,5% 65 anys o més.
L'edat mediana era de 31 anys. Per cada 100 dones de 18 o més anys hi havia 99,2 homes.
La renda mediana per habitatge era de 37.969 $ i la renda mediana per família de 38.250 $. Els homes tenien una renda mediana de 31.375 $ mentre que les dones 20.341 $. La renda per capita de la població era de 13.656 $. Aproximadament el 10,7% de les famílies i el 12,6% de la població estaven per davall del llindar de pobresa.

## Poblacions properes
El següent diagrama mostra les poblacions més properes.